# Kościół Gesù Nuovo
Kościół Gesù Nuovo (wł. Chiesa del Gesù Nuovo) – barokowa świątynia rzymskokatolicka znajdująca się w Neapolu. Przebudowana z XV-wiecznego pałacu, z charakterystyczną fasadą pokrytą ciosami z kamienia piperno.

## Historia
W 1470 roku na miejscu obecnej świątyni wzniesiono pałac rodu Sanseverino, książąt Salerno. Projektantem pałacu był Novello da San Lucano. Rodzina książęca popadła w niełaskę z powodu buntu przeciwko wicekrólowi Pedrze Álvarezie de Toledo y Zúñiga, wskutek czego w 1547 ich majątek został skonfiskowany, a w 1584 rezydencję zakupił zakon jezuitów. Budynek przebudowano wg projektu Giuseppego Valeriana i przekształcono w ten sposób w kościół na planie krzyża greckiego. 7 października 1601 konsekrowano go pod wezwaniem Niepokalanego Poczęcia Najświętszej Maryi Panny. Zwyczajowa nazwa Gesù Nuovo powstała nawiązaniu do starszej jezuickiej świątyni, zwanej od tej pory Gesù Vecchio. 
W latach 1629–1634 wzniesiono kopułę, która zawaliła się podczas trzęsienia ziemi w 1688. Z tamtej konstrukcji do dziś zachowały się pendentywy pokryte freskami z przedstawieniem ewangelistów. Kolejna kopuła z lat 1713–1717 również uległa zniszczeniu. Po wypędzeniu jezuitów z Królestwa Neapolu w 1776 opiekę nad kościołem przejęli franciszkanie reformaci, zmieniając jego nazwę na Trinità Maggiore. Wkrótce zakon porzucił świątynię z powodu kolejnego zawalenia się kopuły, a opiekę nad kościołem przejęli minimici. W 1786 wzniesiono kopułę wg projektu Ignazia di Narda. W 1821 świątynia wróciła w ręce jezuitów. W 1930 pochowano tu Józefa Moscatiego, kanonizowanego w 1987 roku. W 1973 wzniesiono kolejną, żelbetową kopułę, kopiującą wygląd XVIII-wiecznej konstrukcji.

## Architektura i wyposażenie
Świątynia barokowa, wzniesiona na planie krzyża greckiego. Charakterystycznym elementem jest fasada pokryta kamiennymi ciosami wykonanymi ze skały magmowej piperno. Kontrfasadę zdobi fresk ze sceną wypędzenia Heliodora ze świątyni z 1725 autorstwa Francesca Solimeny. Dekorację malarską wnętrza wykonywali m.in. Belisario Corenzio, Paolo De Matteis czy Massimo Stanzione. Kaplice boczne w narożnikach świątyni poświęcone są: Nawiedzeniu Najświętszej Maryi Panny, św. Franciszkowi Ksaweremu, św. Franciszkowi Borgiaszowi i Sercu Jezusa. 
Ołtarz główny wykonano w 1851 roku. Centralne pole zdobi figura Maryi Niepokalanej z 1859 dłuta Antonia Busciolana. W bocznych polach znajdują się figury śś. Piotra i Pawła oraz płaskorzeźby z wizerunkami świętych Ignacego Loyoli i Franciszka Ksawerego. Na wysokości tabernakulum ulokowano sześć nisz z popiersiami: św. Julianny z Liège, św. Stanisława Kostki, bł. Lanfranka, św. Tomasza z Akwinu, św. Franciszka Borgiasza i św. Kajetana z Thieny. W najniższej części znajdują się płaskorzeźby z przedstawieniami wieczerzy w Emmaus, ostatniej wieczerzy i obietnicy ustanowienia Eucharystii w Kafarnaum. 
Organy ulokowano po obu stronach prezbiterium, lewy instrument z 1640 roku jest nieużywany, a prawy, wykonany w 1650 przez Pompea de Franca, został wyremontowany w 1986 roku. Składa się z 2523 piszczałek zgrupowanych w 52 głosy.

## Galeria

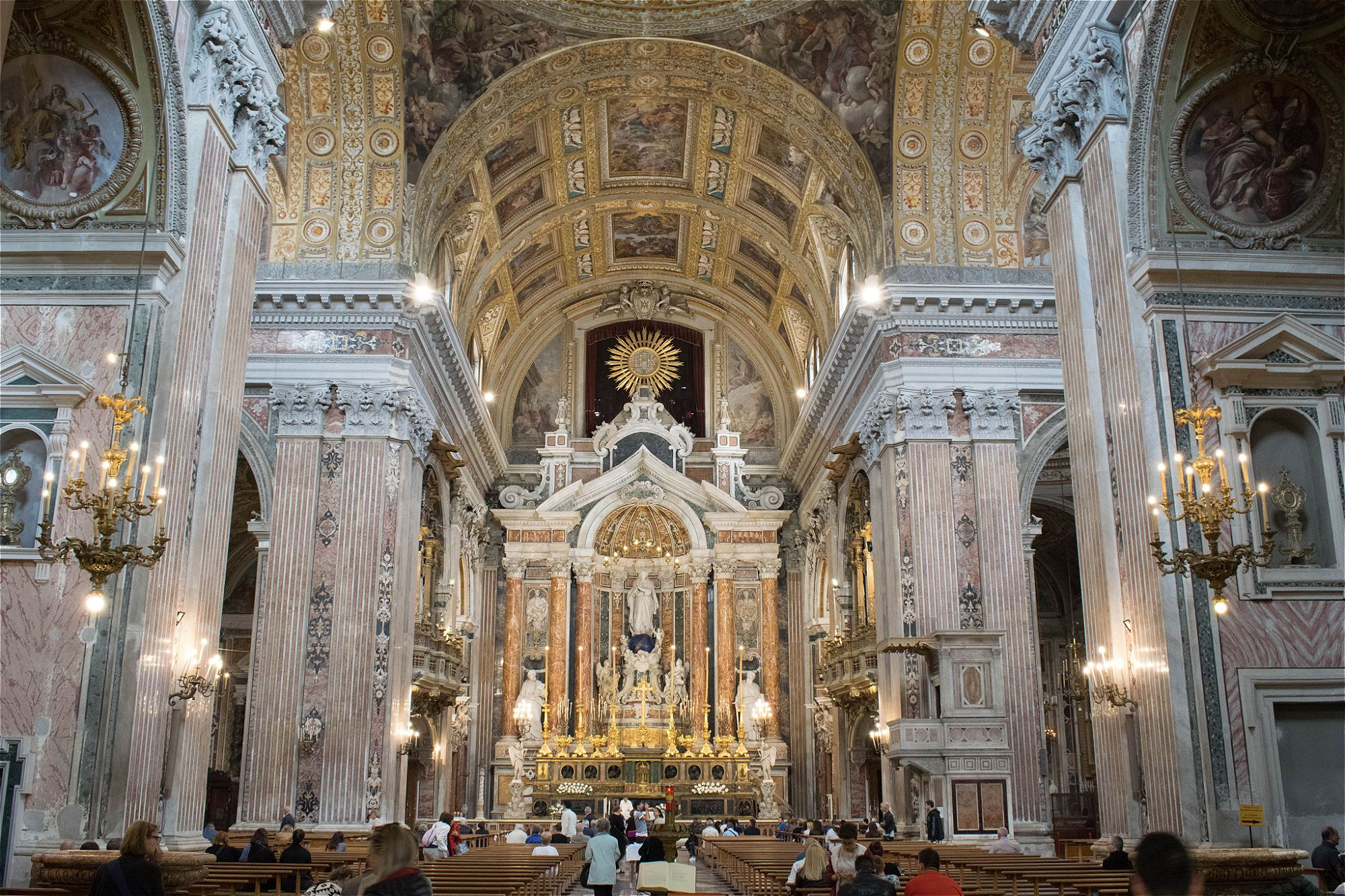
Wnętrze
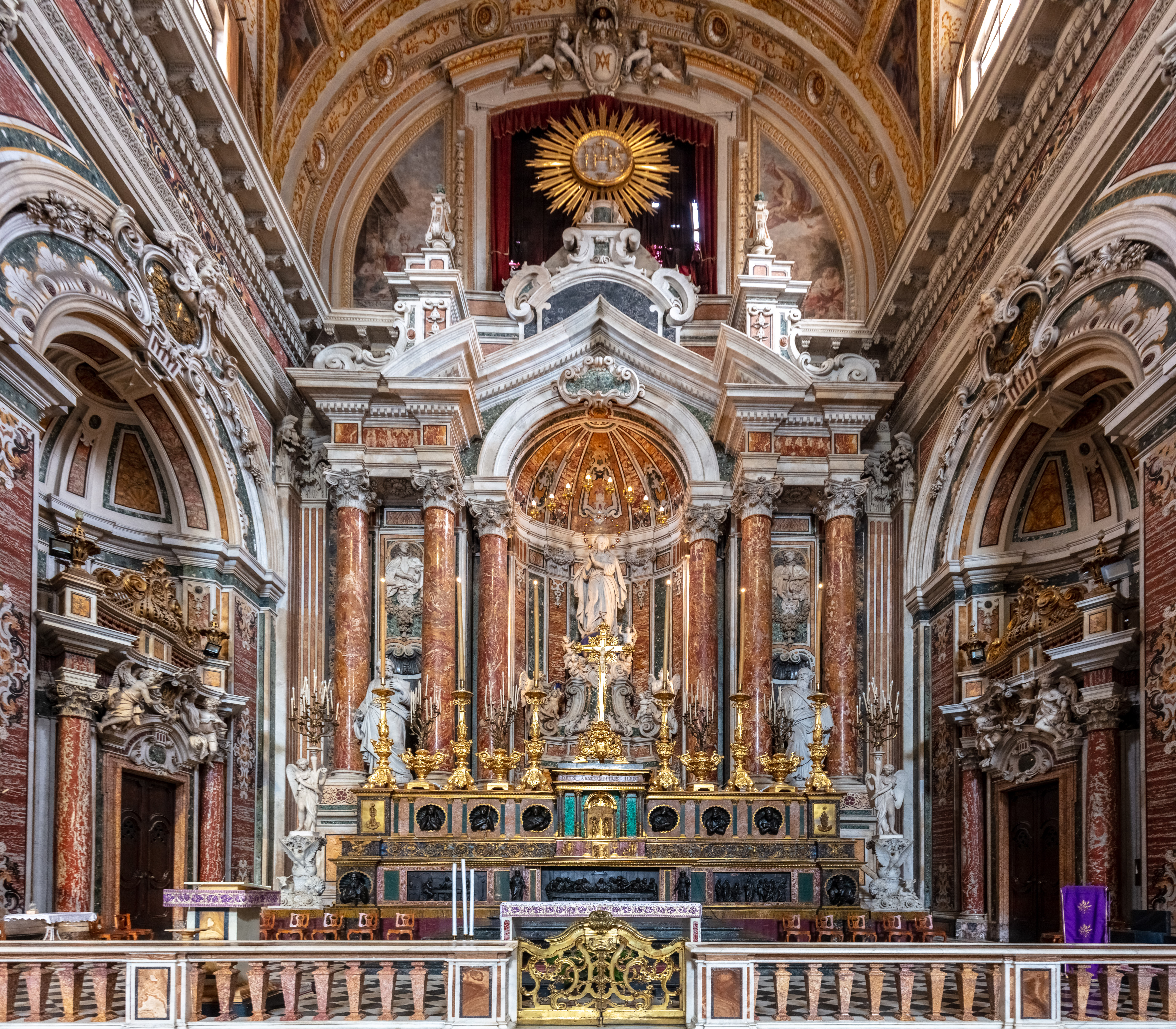
Ołtarz główny
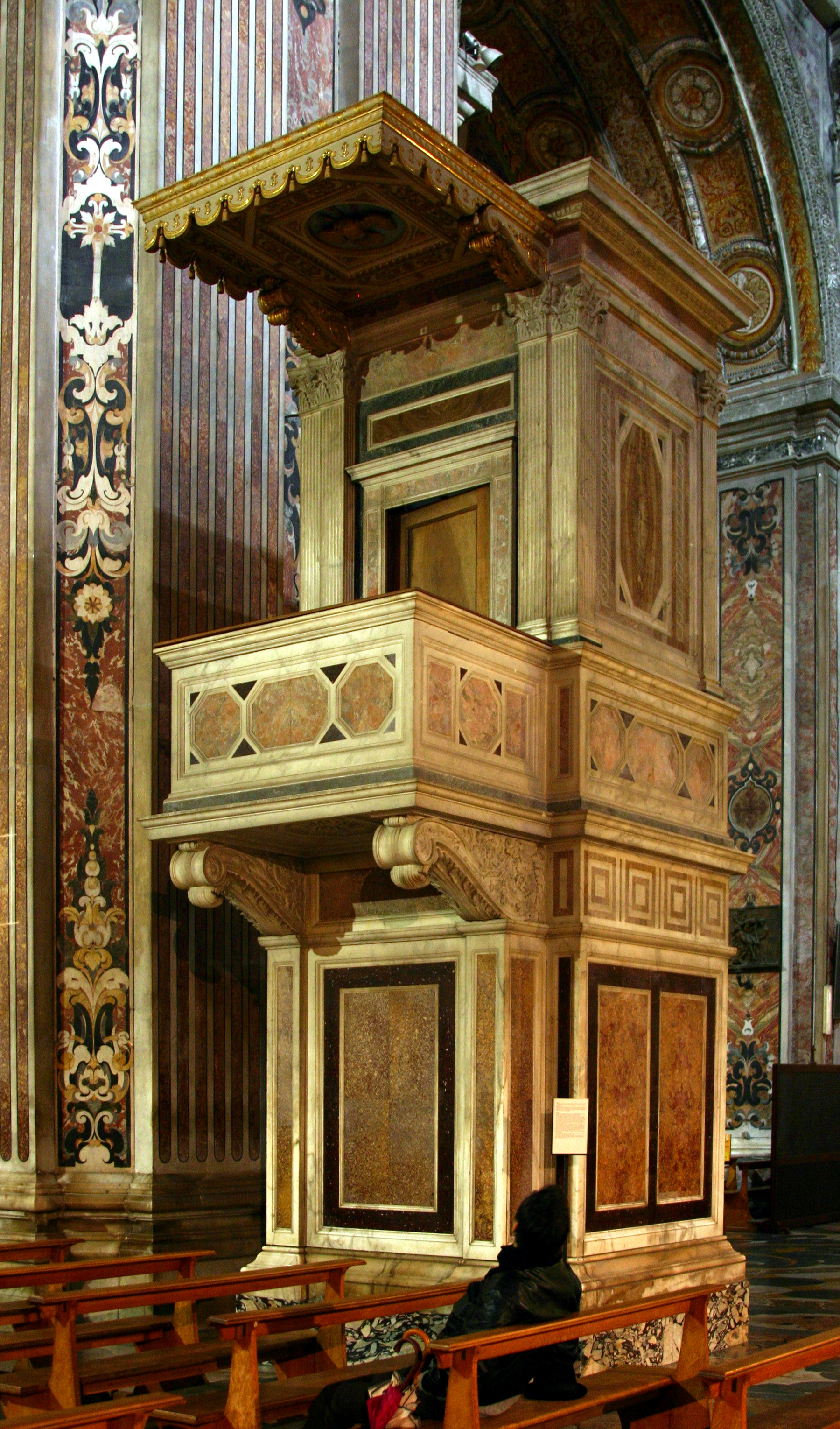
Ambona
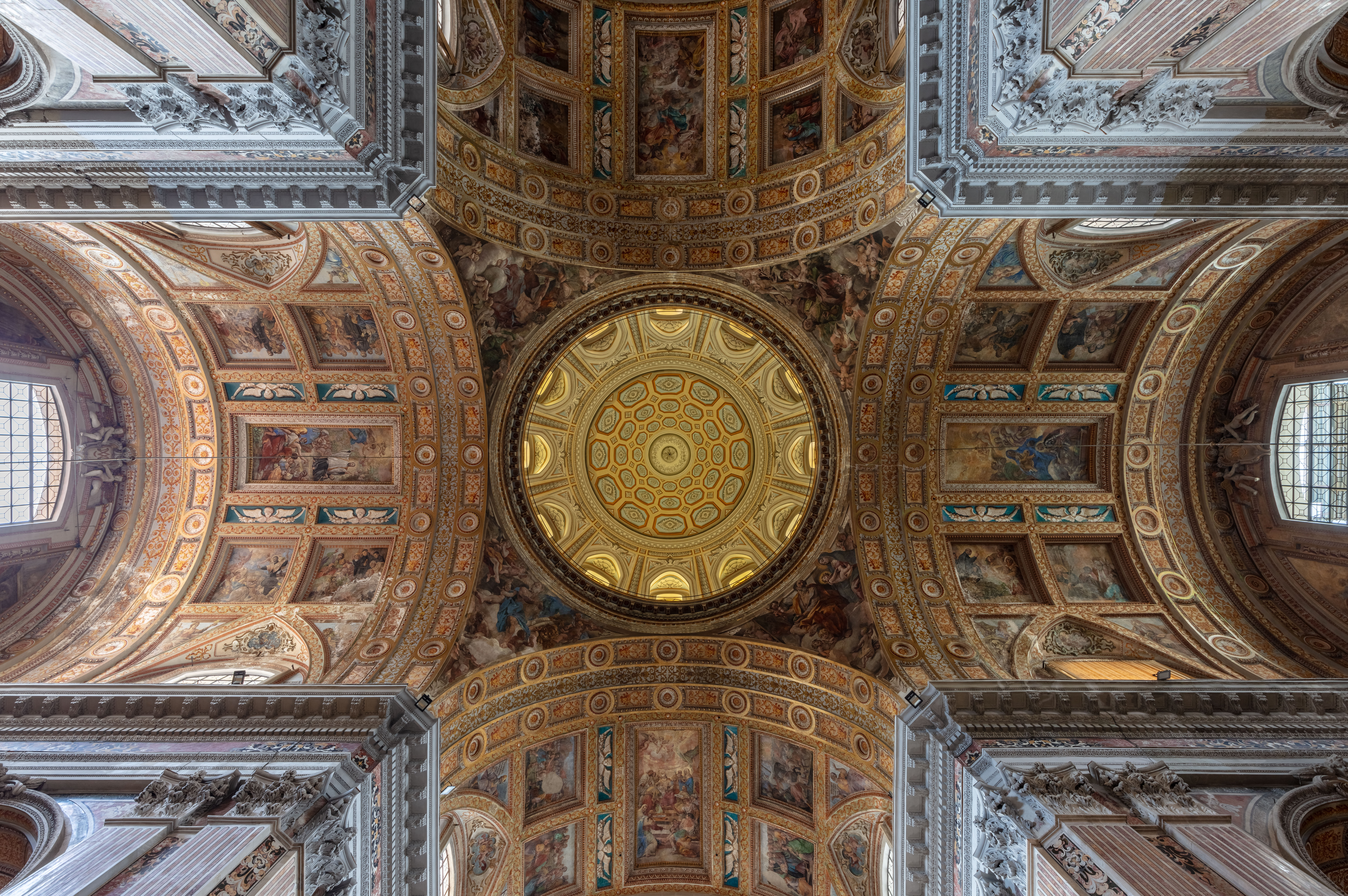
Kopuła